# Олександра Гнатюк
Олександра Євгенівна Гнатюк (пол. Aleksandra Hnatiuk; нар. 11 листопада 1961, Варшава) — польська дослідниця в галузі українознавства, перекладачка та популяризаторка української літератури, співробітниця Інституту славістики Польської Академії Наук, професор НаУКМА, голова Товариства промоції української культури в Польщі та польської в Україні. Часто підписується як Оля Гнатюк (Ola Hnatiuk).
Видала в Польщі збірки поезії Ігора Калинця, Василя Голобородька, есе та повісті Юрія Андруховича та «Історію України» Наталії Яковенко.

## Біографія
Народилася 11 листопада 1961 в м. Варшава.
Вивчала українську та російську філологію у Варшавському університеті, одержала магістра диплом з відзнакою в 1985 році. В 1992 році стала кандидатом філологічних наук[джерело?], захистивши дисертацію на тему «Українська барокова релігійна пісня».
В 1997—2006 роках була доцентом, згодом професором в Інституті Славістики Польської Академії Наук.
З вересня 2001 до березня 2002 стажувалася в Гарвардському університеті на стипендії Шкляра.
2004 — здобула ступінь доктора наук (габілітація) написавши монографію «Прощання з імперією. Українські дискусії про ідентичність», яка отримала нагороду ім. Єжи Ґєдройця (2003) та нагороду Східного огляду (2004) і була перекладена на українську в 2005 році.
З 2006 до вересня 2010 працювала радником із питань культури й науки посольства Польщі в Україні.
Викладає у Варшавському університеті. З жовтня 2010 року керує спільною магістерською програмою Києво-Могилянській академії та Варшавського університету.
З 2010 — професор Інституту славістики Польської Академії Наук.
Є членом:
- Міжнародного бюро Міжнародної асоціації україністів
- наукової ради Інституту славістики ПАН
- редакційної ради видавничої серії «Модерна українська література»
- Польського ПЕН
- з 2011 року член правління міжнародного фонду «Відродження»

Редактор видавничої серії Współczesna literatura ukraińska.

## Книги
- Оля Гнатюк, Богуміла Бердиховська. Бунт покоління. Розмови з українськими інтелектуалами. — К.: Дух і Літера, 2004.
- Оля Гнатюк. Прощання з імперією. Українські дискусії про ідентичність. — К.: Критика, 2005.
- Оля Гнатюк. Польсько-український діалог: часопис KULTURA та його спадщина. До сторіччя Єжи Ґедройця // Університетські діалоги, № 1, 2007.
- Оля Гнатюк. Між літературою і політикою. Есеї та інтермедії. — К.: Дух і літера, 2012.
- Оля Гнатюк. Відвага і страх. — К.: Дух і літера, 2015.

### Прощання з імперією. Українські дискусії про ідентичність
У дослідженні прослідковано історію становлення української ідентичності за часів незалежності України. Авторка впорядковує та класифікує дебати українських інтелектуалів. Розвідка зосереджена не на політичних, а на культурних аспектах творення української ідентичності.

### Відвага і страх
Розвідка про львівську інтеліґенцію (українську, польську, єврейську), яка поставала перед викликами двох тоталітарних режимів протягом 1939—1945 років.
Авторка (варшав'янка за народженням) порушила цю тему передусім із дуже особистих мотивів, переказавши родинну історію (у Львові мешкали її бабуся й дідусь, народилася її мама).
Книжка здобула Grand Prix XXII Форуму Видавців у Львові (вересень 2015).

## Переклади
- Юрій Андрухович «Rekreacje» (1994; 1996; 2005)
- Юрій Андрухович «Erz-herz-perc» (1996)
- Іздрик Юрій «Wozzeck» (1997; спільно з Л.Стефановською)
- Наталія Яковенко «Historia Ukrainy» (2000; спільно з К.Котинською)
- Юрій Андрухович «Perwerzja» (2003; спільно з Р.Руснак)
- Юрій Андрухович «Ostatnie terytorium» (2002; спільно з К.Котинською та Л.Стефановською)
- Микола Рябчук «Od Małorosji do Ukrainy» (2003; спільно з К.Котинською)[4]

## Редагування та упорядкування
- Ігор Калинець «Пробуджена Муза» (Варшава, 1991)
- Rybo-wino-kur. Antologia ukraińskiej literatury ostatnich 20 lat (Варшава, 1994)
- Українська барокова духовна пісня (Варшава-Київ, 1994)
- Ігор Калинець «Podsumowując milczenie» (Варшава, 1995)
- Василь Голобородько «Ikar na motylich skrzydłach» (Варшава, 1995)
- Юрій Андрухович «Erz-herz-perc. Eseje» (Варшава, 1996)
- Wiedźmy, czarty i święci Huculszczyzny. Mity i legendy (Варшава, 1997)
- Барокові духовні пісні Лемківщини (Львів, 2000)
- Stepowa legenda. Antologia ukraińskiej małej formy prozatorskiej 1890—1930 (Варшава, 2001)
- 12 польських есеїв (Київ: Критика, 2001)
- Prolog, nie epilog. Poezja ukraińska w polskich przekładach pierszej połowy XX wieku (Варшава, 2003)
- Sny o Europie. Eseje (Краків, 2005)

## Громадська позиція
У червні 2018 підтримала відкритий лист діячів культури, політиків і правозахисників із закликом до світових лідерів виступити на захист ув'язненого у Росії українського режисера Олега Сенцова й інших політв'язнів.
Віце-президент Українського ПЕН.

## Статті
- Сто років самотності. У липні минає сто років від дня народження Єжи Ґєдройця… // Дзеркало тижня, 8-14 липня 2006[недоступне посилання з квітня 2019]
- Кордон через подружнє ложе // zaxid.net, 28 березня 2008

## Нагороди
- Нагороджена Кавалерським Хрестом Ордена Відродження Польщі (2012)
- Nagroda im. Ksawerego i Mieczysława Pruszyńskich Польського ПЕН (2018)